# ブバンザ
ブバンザ（フランス語: Bubanza）は、ブルンジ・ブジュンブラ県の都市。ブバンザ郡（コミューン）の行政中心地。ブルンジ北西部、国道9号線沿いに位置する。人口は14,806人（2012年推計）。
1982年から2025年まで存在したブバンザ県の県都であった。
1970年代にスイスのボランティアによって設立されたブバンザ病院がある。この病院は約160床の収容能力を有している。